# معركة وادي بو
كانت  معركة وادي بو  التي دارت في عام 203 ق.م، خلال الحرب البونيقية الثانية سببا في تغيير مجرى الحرب في شمال إيطاليا. كان القائد القرطاجي ماجو برقا قد حطّ بجيشه في جنوة قبل عامين، وذلك في ليشغل الرومان بالحرب في الشمال، وبالتالي يعرقل بشكل غير مباشر خطط الرومان لغزو إفريقية. نجح ماجو إلى حد بعيد في إعادة إشعال فتيل الاضطرابات بين السكان المحليين (الليغوريين والغاليين والأتروسكانيين) ضد الهيمنة الرومانية. إضطرت روما لتوجيه قوات كبيرة لمواجهته، مما أدى في النهاية إلى معركة وقعت في إنسوبريا (لومبارديا). هُزم ماجو، وإضطر للانسحاب، وبالتالي فشلت حملته في تحقيق هدفها. وبعد فترة قصيرة، نجح سكيبيو الإفريقي في اكتساح الجيوش القرطاجية التي أرسلت لمواجهته في حملته الإفريقية. استدعت الحكومة القرطاجية ماجو من شمال إيطاليا مع شقيقه حنبعل (الذي كان في قلورية آنذاك)، لمواجهة سكيبيو. ومع ذلك، واصلت فلول قوات القرطاجي في الألبية فرنسي لمضايقة الرومان لعدة سنوات بعد انتهاء الحرب.

## الأحداث السابقة
بعد الهزيمة الكارثية في معركة إليبا، ظل ماجو لبعض الوقت في قادس آخر قواعد القرطاجيين في أيبيريا، ثم جاءته الأوامر من قرطاجنة بأن يغادر أيبيريا ويتوجه إلى شمال إيطاليا عن طريق البحر، بهدف نقل الحرب إلى هناك بالتنسيق مع حنبعل الذي كان في الجنوب.
كانت الحرب وصلت إلى مرحلة خطيرة للغاية بالنسبة للقرطاجيين. فقد فقد القرطاجيون حلفائهم في صقلية، بعد أن غزا الرومان الجزيرة في عام 210 ق.م، وفي عام 207 ق.م، سُحق جيش صدربعل برقا في معركة ميتوريوس. ثم غزا الرومان أيبيريا في عام 206 ق.م، فأرسل القرطاجيون دعماً مادياً لماجو برقا لتأجير جنود مرتزقة يدعم بهم جيشه، إلا أنه لم يكن كافياً لتكوين جيش قوي. إضطر ماجو للاستيلاء ليس فقط على الخزانة العامة في قادس بل وثروات المعابد هناك. بحثاً عن موارد إضافية، قام ماجو بحملة بحرية على قرطاجنة الجديدة، إلا أنها فشلت. وعند عودته، وجد ماجو أبواب قادس مغلقة أمامه. إضطر ماجو للإبحار إلى جزر البليار والتي أمضى فيها فصل الشتاء.
في صيف عام 205 ق.م، قاد ماجو أسطولاً قرطاجياً من 30 سفينة حربية محملة بـ 14,000 جندي لمهاجمة شمال إيطاليا. هاجم هذا الأسطول جنوة على حين غرة ثم انتقل الجيش إلى ليغوريا حيث استطاع ماجو تشكيل تحالفات مع بعض القبائل المحلية. كانت ليغوريا وغاليا كيسالبينا المكان المناسب لحملة ماجو، فلم يكن الرومان قادرين على السيطرة على القبائل المحلية فيهما في ذلك الوقت. وكما حدث مع حنبعل في عام 218 ق.م، ومع صدربعل برقا في عام 207 ق.م، دعمت القبائل المحلية جيش ماجو برقا بالجند. أثار وصول تلك الأنباء إلى روما قلق مجلس الشيوخ الروماني، الذي أرسل على الفور جيشين إلى ريميني وإلى أريتسو لمواجهة جيش ماجو برقا المتقدم نحو الجنوب. وبالرغم من وصول تعزيزات تقدر بـ 7,000 جندي و 7 أفيال و 25 سفينة حربية من قرطاجنة، إلا أنها لم تكن كافية لهزيمة دفاعات الرومان، مما أعاق تحركات ماجو نحو الجنوب.
أرسل الرومان رسولاً إلى الملك المقدوني فيليب الخامس لعقد معاهدة عدم اعتداء بين الطرفين، والتي تمت بالفعل لتنهي الحرب المقدونية الأولى، وبذلك فقد القرطاجيون أحد أهم حلفائهم الذي كان يؤمن لهم طريق وصول الإمدادات. ومع عدم وصول الإمدادات القرطاجية إلى حنبعل أو ماجو برقا، لم يستطع أي منهما من الضغط على الرومان. قدمت قبائل الليغوريين والغاليين المحلية الجنود لماجو برقا.
في الوقت نفسه، تحرك ماركوس ليفيوس بجيشه من إتروريا إلى غاليا كيسالبينا ليدعم جيش سامبرونيوس لوكيرتيوس، ومن ثم قطع طريق ماجو نحو روما. بقي الوضع كما هو عليه في عام 204 ق.م، دون وقوع أي حدث مؤثر. وفي العام التالي، واجه القنصل الجديد كورنيليوس سيثيجوس تمرد بعض المدن في إتروريا المدعومة من ماجو برقا.

## المعركة
في عام 203 ق.م، جاء وقت الحسم، عندما قاد سيثيجوس وكينتيليوس فاروس جيشاً من أربعة فيالق رومانية لمواجهة ماجو برقا في معركة نظامية في إنسوبريا (بالقرب من ميلانو). ذكر تيتوس ليفيوس أن كلا الجيشين إصطفا في صفين حيث وضع الرومان فيلقين في المقدمة وآخران مع الفرسان في المؤخرة. أمّن ماجو مؤخرة جيشه بوضع جنوده الغاليين وبعض الفيلة في المؤخرة. قُدّر عدد قوات ماجو برقا بـ 30,000 جندي.
اشتبك الجيشان وحاول الرومان الضغط بفرسانهم بقيادة فاروس لخلخلة صفوف القرطاجيين، إلا أن ماجو أرسل فيلته لمواجهتهم. ارتعبت الخيول الرومانية من الفيلة وحاولت الهرب، وعلى الفور طاردهم الفرسان النوميديين. هاجمت الفيلة المشاة الرومان بعد ذلك متسببة في العديد من الخسائر. لم تصبح الغلبة في المعركة في صالح الرومان إلا بعد أن أشرك سيثيجوس فيلقيّ الصف الثاني في القتال. سقطت بعض الفيلة، وهربت بقيتهم لتهاجم صفوف القرطاجيين، وعندئذ، أمر ماجو الغاليين بصد هجوم الرومان العكسي، إلا أنهم هزموا.

## النتائج
خسر القرطاجيون 5,000 جندي، ونجحوا في إصابة ماجو برقا نفسه، الذي هرب به جنوده من المعركة. كما لم يكن انتصار الرومان بلا خسائر، فقد خسر الصف الأول نحو 2,300 جندي، كما سقط العديد من الضحايا في الصف الثاني من بينهم ثلاثة من قادة الفيالق، وسقط أيضاً العديد من النبلاء في سلاح الفرسان ضحايا تحت أرجل الفيلة. وفي المساء، إنسحب ماجو بجنوده نحو الشاطئ، تاركاً ميدان المعركة للرومان.
نجح الرومان بذلك في إفشال خطط القرطاجيين لصرف نظر الرومان عن غزو إفريقية. وبعد أنتصار سكيبيو الإفريقي في معركتي يوتيكا والسهول الكبرى، أرسل مجلس الشيوخ القرطاجي في طلب حنبعل وماجو لمواجهة سكيبيو في إفريقية. وفي طريق عودته إلى قرطاجنة، توفي ماجو برقا متأثراً بجراحه.